# Centraalstadion (Retsjitsa)
Het Centraalstadion is een multifunctioneel stadion in Retsjitsa, een stad in Wit-Rusland. 
Het stadion wordt vooral gebruikt voor voetbalwedstrijden, de voetbalclubs Retsjitsa-2014 en FK Sputnik Retsjitsa maakten gebruik van dit stadion. In het stadion is plaats voor 3.550 toeschouwers. Tot 2001 heette dit stadion het Rechitsadrevstadion.